# Oncholaimellus mediterraneus
Oncholaimellus mediterraneus är en rundmaskart som beskrevs av Stekhoven 1942. Oncholaimellus mediterraneus ingår i släktet Oncholaimellus och familjen Oncholaimidae. Inga underarter finns listade i Catalogue of Life.